# Ornithogalum orthophyllum
Ornithogalum orthophyllum är en sparrisväxtart som beskrevs av Michele Tenore. Ornithogalum orthophyllum ingår i släktet stjärnlökar, och familjen sparrisväxter.

## Underarter
Arten delas in i följande underarter:
- O. o. acuminatum
- O. o. kochii
- O. o. orbelicum
- O. o. orthophyllum
- O. o. psammophilum